# Els Reguers
Els Reguers és una entitat de població del municipi de Tortosa, a la comarca catalana del Baix Ebre.
El poble se situa a l'oest del cap de municipi, vora el barranc de la Vall Cervera. La carretera TV-3422, que travessa el nucli urbà, és la seva principal via de comunicació.
És el nucli de població de Tortosa més proper al Parc Natural dels Ports de Tortosa-Beseit.
L'any 1853 s'independitzà de Tortosa però 2 anys més tard va demanar la seva reagregació.